# FK Metalurg Donetsk
El FC Metalurh Donetsk (en ucraniano: ФК Металург Донецьк, en ruso: Металлург Донецк, Metallurg Donetsk) fue un club de fútbol ucraniano, de la ciudad de Donetsk en Ucrania. Fue fundado en 1996 y disputaba sus partidos como local en el estadio Metalurh, que tiene capacidad para 5.094 espectadores. Sus colores tradicionales eran el blanco y el azul, antes de su desaparición jugaba en la Liga Premier de Ucrania.

## Historia

### Origen
El Metalurh tiene sus raíces en el Futbolʹnyy̆ klub Antratsyt Kirovske, al que se le permitió participar en el nivel profesional una vez que Ucrania obtuvo su independencia. Después de una decepcionante descenso en su primera temporada en la Segunda Liga en 1993, el Antratsyt obtuvo el tercer lugar en la Tercera división y ascendió de nuevo a la Segunda división. Una vez allí, el club se trasladó a Shakhtarsk y cambió su nombre por el de Shakhtar, y posteriormente a FC Medita Shahtarsk.

### Metalurg y era de Serhiy Taruta
Un par de años más tarde, el club se reorganizó de nuevo y fue renombrado, ya ampliamente aceptado, como Futbolʹnyy̆ klub Metalurh Donetsk. El club fue adquirido por la corporación ISD, una compañía industrial ucraniana propiedad de Serhiy Taruta, uno de los empresarios más ricos de Ucrania y Europa. Después de colocar al equipo en segundo lugar en la Druha Liha grupo C, el club ganó la promoción a la Persha Liha. En la temporada siguiente, 1996-97, el Metalurh ganó el campeonato de la Persha Liha y ascendió a la Vyscha Liha, la máxima competición del fútbol ucraniano, por primera vez en su historia.
El club comenzó con éxito en la liga superior y también mejoró significativamente en la Copa nacional. El Metalurh logró obtener varios terceros puestos en la Liga, y desde 1998 alcanzó, por lo menos, los cuartos de final de la Copa de Ucrania en todas las ediciones.
A lo largo de la mayoría de la primera década del nuevo milenio, los propietarios del Metalurh desarrollaron una estrecha relación de trabajo con el conocido agente ucraniano Dmytro Sylyuk, que pronto fue nombrado presidente en funciones del club y ganó una gran cantidad de publicidad negativa por fichar a muchos jugadores extranjeros en el club. Además, mientras estuvo con el Metalurh, Selyuk vivía en Barcelona y se alejó del club y de Ucrania. Durante varias temporadas, los extranjeros, fichados todos por Selyuk, superaron en número a los jugadores nacionales. Muchos de los jugadores firmados fueron llevados sin la aprobación del entrenador, y cobraron extensas fichas anuales, entre los que estaban Yaya Touré, Andrés Mendoza y Jordi Cruyff. Después de cuestionables tácticas, Sylyuk fue destituido de su cargo y la mayoría de los jugadores traídos por él también se fueron también. Como resultó después, muchos de ellos tenían contratos con Sylyuk, y no directamente con el club.

### Nuevo rumbo y éxito
Después de que terminó la era de Sylyuk, el rendimiento Metalurh se redujo y el club pasó a luchar por la supervivencia. Sin embargo, en 2008, el entrenador búlgaro Nikolay Kostov fue contratado para reconstruir el equipo. En su primera temporada con el club, Kostov situó al Metalurh de vuelta entre los primeros puestos y el club quedó en cuarto lugar en la liga, lo que le concedió un lugar en la recién creada UEFA Europa League.
En la temporada 2009–10, el club logró un gran éxito en la Copa de Ucrania al alcanzar la primera final de su historia. El Metalurh eliminó brillantemente, entre otros, al Karpaty Lviv, Dnipro Dnipropetrovsk en cuartos de final y al Shakhtar Donetsk, sus grandes rivales, en semifinal tras vencer por dos goles a uno. Sin embargo, el club perdió en la final ante el Tavriya Simferopol por 3 – 2 en la prórroga. El futbolista armenio Henrikh Mkhitaryan fue el futbolista más importante del club y fue fichado por sus grandes rivales del Shakhtar a comienzos de la temporada 2010–11 por más de siete millones de dólares, una cifra récord en el club.
El club volvió a repetir el éxito en la Copa de Ucrania 2011–12 al caer en la final ante el Shakhtar en una nueva edición del Derbi de Donetsk, esta vez en el NSC Olimpiyskiy de Kiev. El Metalurh volvió a perder la final en la prórroga tras el empate a un gol del tiempo reglamentario. Oleksandr Kucher rompió el empate y el Shakhtar se proclamó campeón.

### Bancarrota, fusión y desaparición
Debido a la guerra en el Este de Ucrania, el 17 de junio de 2015, la Unión Industrial de Donbas decidió que el club se fusionara dentro del FC Stal Dniprodzerzhynsk, conservando este su estatus de equipo principal, pero el 11 de julio de 2015 Metalurh se declaró en bancarrota a consecuencia de la guerra, por lo que el FC Stal tomó su lugar en la Liga Premier de Ucrania, en la que reforzaron al club con jugadores y cuerpo técnico proveniente del Metallurh.

## Estadio
El Metalurh tiene su propio estadio que lleva el nombre del club, estadio Metalurh. En la mayoría de los partidos domésticos, el club juega en este estadio, que apenas supera los 5.000 espectadores. En caso de partidos en los que se espera una gran asistencia o partidos de competición europea, el Metalurh juega en el estadio Shakhtar, que es propiedad del Shakhtar Donetsk.
Se está construyendo un nuevo estadio con capacidad para 17.500 espectadores sentados en Makiivka, cerca de Donetsk, que será la nueva sede del Metalurh Donetsk.

## Rivales

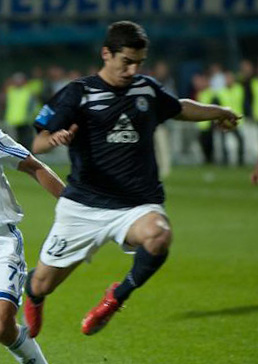
Henrikh Mkhitaryan jugó para el Metalurh. Posteriormente fichó con el archirrival Shakhtar Donetsk.

El principal rival del Metalurh es el club vecino, y uno de los equipos más exitosos de Ucrania, el Shakhtar Donetsk. Los dos clubes no sólo han tenido una relación cercana desde la formación del Metalurh y el club también ha jugado en antigua sede del Shakhtar, el estadio Shakhtar. Los partidos entre los dos clubes han sido apodados por los aficionados y los medios de comunicación locales como el Derbi de Donbass. Aunque el Shakhtar ha sido dominante en la rivalidad durante una década a partir de 1996 y hasta el 2006, ganando los 18 partidos disputados entre ellos, los partidos entre los dos siempre son de gran importancia para los aficionados de la ciudad.

## Datos del club
- Temporadas en 1ª: 11
- Mejor puesto en la liga: 3.º (2002, 2003 y 2005)
- Peor puesto en la liga: 14.º (1999)
- Máximo goleador:
- Portero menos goleado:
- Más partidos disputados:

## Palmarés
- Primera Liga de Ucrania: 1

1996–97

## Jugadores

### Plantilla invierno 2013
- = Lesionado de larga duración
- = Capitán

### Altas 2014
| Altas       |               |                    |          |
| Jugador     | Posición      | Procedencia        | Tipo     |
| Róger Cañas | Mediocampista | Shakhter Karagandy | Traspaso |
| Aldo Adorno | Delantero     | APOEL Nicosia FC   | Traspaso |

### Bajas 2014
| Bajas               |               |                    |          |
| Jugador             | Posición      | Destino            | Tipo     |
| Gevorg Ghazaryan    | Mediocampista | Shakhter Karagandy | Traspaso |
| Nikita Bezlikhotnov | Mediocampista | FC Kubán Krasnodar | Traspaso |

## Entrenadores
La siguiente es una lista de los entrenadores que han dirigido al club desde su fundación:
| - Yevhen Korol (1996–97) - Volodymyr Onyschenko (1997–98) - Volodymyr Havrylov (1998) - Ihor Yavorskyi (1999) - Mykhaylo Sokolovskyi (1999) - Semen Altman (1999–02) - Oleksandr Sevidov (2003) - Wim Vrösch (2003–04) - Ton Caanen (2004) - Slavoljub Muslin (2004–05) |  | - Vitaly Shevchenko (2005) - Oleksandr Sevidov (2005–06) - Stepan Matviyiv (2006) - Ángel Alonso (2006) - Co Adriaanse (2006–07) - Jos Daerden (2007) - Serhiy Yaschenko (2007–08) - Nikolay Kostov (2008–10) - Volodymyr Pyatenko (2010) - Andrei Gordeyev (2011) |  | - Volodymyr Pyatenko (2011–12) - Yuriy Maksymov (2012–13) - Sergei Tashuyev (2013-) |